# Possession (película de 1981)
Possession (titulada La posesión en España, Posesión en México, y Una mujer poseída en Argentina) es una película alemana de terror psicológico estrenada el 27 de mayo de 1981, dirigida por Andrzej Zulawski y protagonizada por Isabelle Adjani y Sam Neill. La trama sigue a un espía internacional (Neill) y su esposa, profesora de ballet (Adjani), quien comienza a mostrar un comportamiento cada vez más perturbador después de haberle pedido el divorcio.
La película es una coproducción internacional entre Francia y Alemania Occidental, y se rodó en Berlín Occidental en 1980. Se trata de la única película de Żuławski en inglés, y se estrenó en el 34.º Festival de Cine de Cannes, donde Adjani ganó el premio a la Mejor Interpetación Femenina por su actuación.
El guion fue escrito durante el doloroso divorcio de Żuławski con la actriz Malgorzata Braunek. Si bien no tuvo éxito comercial ni en Europa ni en los Estados Unidos (este último solo recibió un corte muy editado en su estreno inicial), la película finalmente adquirió un estatus de culto y ha sido valorada de manera más positiva en años posteriores.

## Argumento
Mark es un espía que regresa a su hogar en Berlín Occidental después de una misteriosa misión de espionaje y descubre que su esposa, Anna, quiere el divorcio. Ella no dirá por qué, pero insiste en que no es porque encontró a alguien más. Mark, a regañadientes, le entrega el apartamento y la custodia de su pequeño hijo, Bob. Después de recuperarse, visita el piso y encuentra a Bob solo y descuidado. Cuando Anna regresa, él se queda con Bob y se niega a dejarla sola con el niño, pero intenta hacer las paces. Anna se va en plena noche.
Mark recibe una llamada telefónica del amante de Anna, Heinrich, diciéndole que Anna está con él. Al día siguiente, Mark conoce a la maestra de Bob, Helen; inexplicablemente, es idéntica a Anna pero con ojos verdes. Mark visita y pelea con Heinrich, luego golpea a Anna en su casa y huye. A la mañana siguiente, tienen otra discusión durante la cual ambos se cortan con un cuchillo eléctrico.
Un investigador privado contratado por Mark sigue a Anna y descubre que tiene un segundo piso en un edificio de apartamentos abandonado. Encuentra una criatura extraña en el dormitorio y Anna lo mata con una botella rota. Zimmerman, el amante del detective ahora muerto, va al piso él mismo, donde encuentra a la criatura y el cuerpo de su amante. Anna golpea a Zimmerman con furia, le roba el arma y lo mata a tiros.
Anna continúa su comportamiento errático y le habla a Mark de un aborto involuntario violento que sufrió en el metro mientras él no estaba. Afirma que fue a causa de una crisis nerviosa. Durante el aborto involuntario, exudaba sangre y fluidos de sus genitales, y le dice siniestramente que "abortó a la hermana Faith, y lo que quedó fue la hermana Chance". Heinrich visita a Anna y descubre a la criatura, así como una colección de partes del cuerpo desmembradas en su nevera. Ella lo ataca y Heinrich huye, sangrando.
Heinrich llama a Mark y le ruega que lo recoja. Mark se detiene primero en el piso de Anna y descubre las partes del cuerpo; pero la criatura se ha ido. Mark se encuentra con Heinrich en el bar donde está, lo asesina y lo presenta como una muerte accidental. Luego incendia el apartamento de Anna antes de huir en la motocicleta de Heinrich. En casa, encuentra fuera el cadáver de su amiga Margie. Arrastra el cuerpo adentro, donde Anna lo saluda y los dos tienen relaciones sexuales en la cocina. Luego hace planes para encubrir la muerte de Margie. La madre de Heinrich llama a Mark preguntando por su hijo. Cuando él acude a reunirse, ella se suicida envenenándose.
Al día siguiente, cuando Mark deambula por la calle, se encuentra con sus antiguos socios comerciales. Es evasivo y regresa al piso de Margie, que encuentra rodeado por la policía y sus antiguos empleadores. Crea una distracción, permitiendo que alguien, posiblemente Anna, se escape en su coche, pero resulta herido en el tiroteo que sigue. Al huir sufre un horrible accidente y corre hacia un edificio donde Anna, la policía y sus socios comerciales lo persiguen. Anna le dice: "Ya está terminado" y revela a la criatura, ahora completamente formada como el doble de Mark. Mark levanta su arma para dispararle, pero él y Anna son abatidos a tiros por una lluvia de balas de la policía. Ensangrentada y moribunda, Anna yace sobre Mark y usa el arma para dispararse. Ella muere en sus brazos y él acaba con su vida saltando por la escalera. El doble huye por el techo.
Más tarde, Helen está en el piso cuidando a Bob cuando suena el timbre. Bob le ruega que no abra la puerta, pero Helen no le hace caso. Desde fuera, el sonido de sirenas, aviones y explosiones llenan el aire. Bob corre por el piso hasta el baño, donde flota en la bañera, boca abajo como si estuviera muerto. La silueta del doble se ve desde la puerta de vidrio esmerilado y Helen mira fijamente sus brillantes ojos verdes.

## Reparto
- Isabelle Adjani   ... 	Anna / Helen
- Sam Neill	 ... 	Mark
- Margit Carstensen ... 	Margit Gluckmeister
- Heinz Bennent	... 	Heinrich
- Johanna Hofer	... 	Madre de Heinrich
- Carl Duering	... 	Detective
- Shaun Lawton	... 	Zimmermann
- Michael Hogben	... 	Bob
- Maximilian Rüthlein ... 	Hombre de los calcetines rosas (como Maximilian Ruethlein)
- Thomas Frey	... 	Acólito del anterior
- Leslie Malton	... 	Sara, mujer con pies equinovaros
- Gerd Neubert	... 	Borracho del metro

## Producción

### Guion

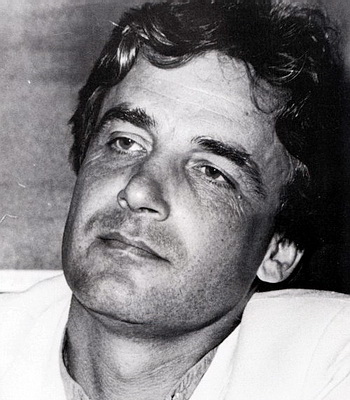
El cineasta polaco Andrzej Żuławski se encargó de dirigir y escribir el guion de la película basándose en su reciente divorcio.

Żuławski se acercó a Danièle Thompson y le preguntó si quería trabajar en una película. Después de recibir un guion de unas 20 páginas, Thompson sugirió a Frederic Tuten; Así, Żuławski fue a Nueva York a encontrarse con él. Trabajaron en el guion de la película en Nueva York y París mientras Żuławski se encontraba en un estado de profunda depresión.En 1976 se divorció de la actriz Malgorzata Braunek. Żuławski recordó que una vez regresó a casa a última hora de la noche y encontró a su hijo Xavier, de cinco años, solo en el apartamento, untado de mermelada, después de que su esposa lo dejara solo durante varias horas; esta escena se refleja directamente en Posesión.Un año y medio después, tras la paralización por parte de las autoridades de los trabajos de la película Sobre el Globo de Plata en 1978, el director se enfrentó a una prohibición de facto y se vio obligado a abandonar Polonia. Durante su emigración no abandonó sus pensamientos suicidas, de los que al principio pudo librarse empezando a trabajar en una nueva película.

### Casting
Żuławski y la productora de la película, Marie-Laure Reyre, eligieron inmediatamente a Isabelle Adjani como Anna. En ese momento, Adjani ya se había convertido en una estrella internacional, pero los productores tenían motivos para esperar que aceptara la oferta. Después de un intento fallido de iniciar una carrera en Hollywood (estrenada en 1978, Driver: el desafío, de Walter Hill, fracasó en taquilla), Adjani decidió regresar al cine europeo. Protagonizó Nosferatu: El Vampiro (1979), pero aún no había sido posible repetir su éxito al ser nominada al Óscar a la Mejor Actriz por su papel en Diario íntimo de Adele H. (1975). Sin embargo, la sociedad gestora de Adjani rechazó la oferta y los realizadores eligieron como siguiente candidata a Judy Davis, cuyo trabajo en la película My Brilliant Career (1979) impresionó a Żuławski. Sam Neill, un actor menos conocido que apareció con Davis en la misma película, fue elegido para el papel de Mark. Davis dudaba sobre si asumir el papel, por lo que Adjani finalmente aceptó la oferta.

### Rodaje
El rodaje comenzó el 7 de julio de 1980 en Berlín Occidental, y la mayor parte de la película se rodó junto al Muro de Berlín, en la sección Kreuzberg de Berlín Occidental.La "calidad surrealista y limpia" que Żuławski quería para la película se vio favorecida por el trabajo en Steadicam del operador de cámara Andrzej J. Jaroszewicz y la cinematografía e iluminación de Bruno Nuytten. Carlo Rambaldi, un famoso artista italiano de efectos especiales y creador de la cabeza animatrónica de Alien, ayudó en la creación de la criatura tentaculada que aparece en la película.

### Personajes de Anna y Mark
El papel fue emocionalmente agotador para Adjani. En una de las entrevistas afirmó que le llevó varios años recuperarse de su actuación, que J. Hoberman calificó como "una auténtica aria de histeria".Se rumoreaba que intentó suicidarse después de completar el rodaje, lo cual fue confirmado por Żuławski.La revista Time Out comparó el comportamiento de su personaje con las acciones de "un derviche de emoción desenfrenada y puro terror sexual".

Hubo dos tomas. Esta escena se rodó a las cinco de la mañana, cuando el metro estaba cerrado. Adjani sabía que valía la pena hacer un gran esfuerzo, tanto emocional como físicamente, porque hacía frío allí. Era impensable repetir esta escena sin cesar. La mayor parte de lo que se muestra en la pantalla es la primera toma. La segunda se hizo como toma de seguridad, como es habitual cuando se ruedan escenas difíciles; por ejemplo, en caso de que el laboratorio estropee el material.

—  Żuławski sobre el rodaje de la escena del ataque de Anna en el pasillo del metro.

Sam Neill también ha comentado los rigores del rodaje: "La considero la película más extrema que he hecho jamás, en todos los aspectos posibles, y nos pidió cosas que no querría ni podría hacer ahora. Y yo creo que pude escapar de esa película con mi cordura apenas intacta".

## Contenido
Al intentar clasificar «Possession», los críticos establecieron paralelismos con Repulsion, de Roman Polanski, y The Brood, de David Cronenberg. A pesar de ser referido como drama psicológico  y terror psicológico , el género de la película sigue siendo motivo de controversia. Como señala J. Hoberman:

Realizada con un reparto internacional en un Berlín aún dividido, la película comienza como una película de ruptura inusualmente violenta, da un giro extremadamente asqueroso hacia una crisis psicológica al estilo Repulsión, escala hasta el horror corporal vanguardista de los años 70 (Eraserhead o The Brood), y termina en el ámbito de la metafísica pulp como en Me casé con un monstruo del espacio exterior.

Varios críticos niegan que la criatura con tentáculos exista dentro de la realidad física: puede ser un reflejo de la psicosis de Anna; producto de la conciencia inflamada de Mark, incapaz de aceptar la traición de su esposa; o una especie de venganza del director traumatizado por su propio divorcio de su exmujer.
Algunos de los que han escrito sobre Possession han prestado atención al motivo del doppelgänger a lo largo de la película. Ambos cónyuges mueren, pero son reemplazados por dobles, modelos ideales de marido y mujer. Anna "crece" a partir de la criatura un doble de Mark, un amante infatigable que siempre está a su lado. El verdadero Mark encuentra una copia de Anna en la persona de la maestra de escuela, Helen: ella es un personaje amable y no exige nada de Mark, siendo una "ama de casa ideal". 

### Contexto sociopolítico

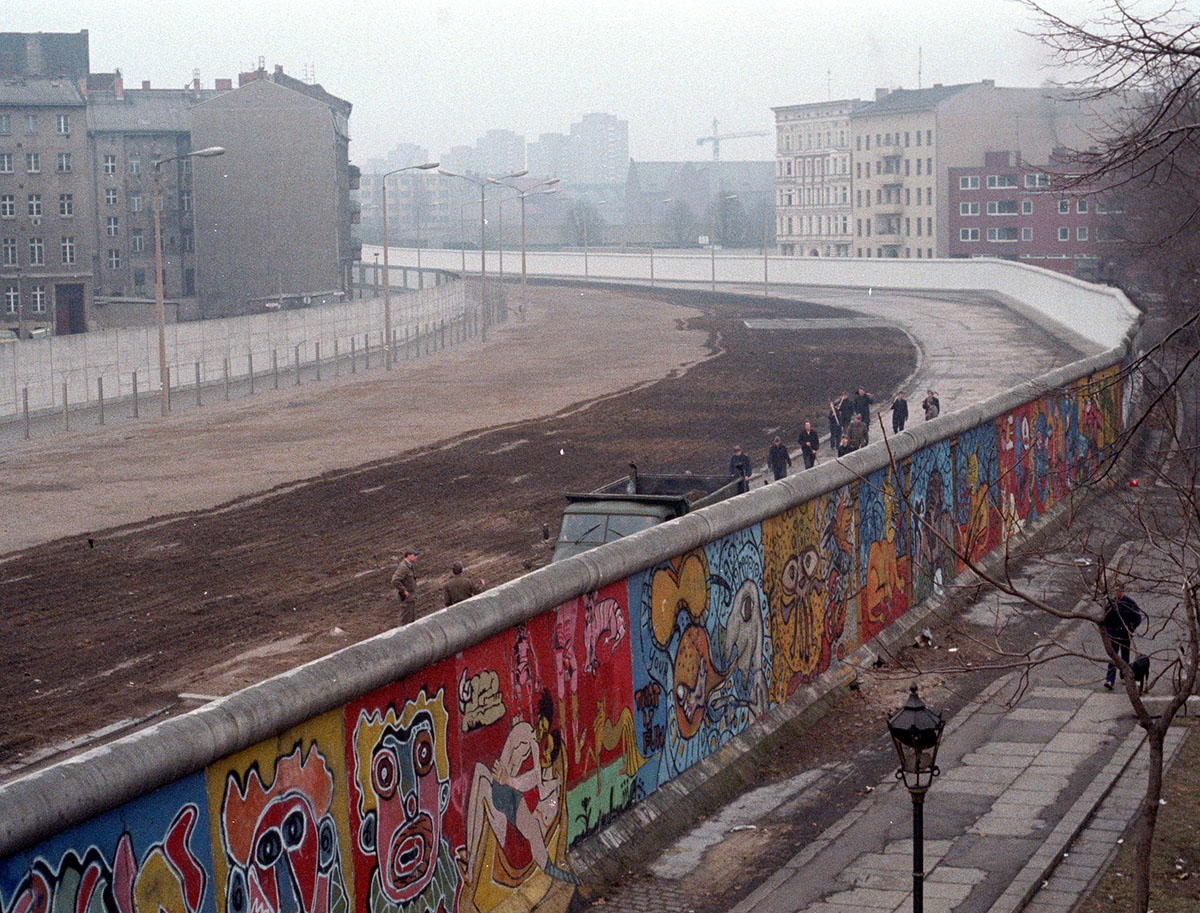
El muro de Berlín en Bethaniendamm visto desde Berlín Oeste en 1986.

El académico Bartłomiej Paszylk escribe que las metáforas presentes en la película representan "un país en desintegración". El hecho mismo de que la película se desarrolle en el Berlín Occidental de la época de la Guerra Fría es bastante significativo para la metáfora del divorcio: el muro que lo separa de Berlín Oriental. ser un símbolo de desconexión de lo que una vez estuvo unido, pero la intención adicional [de Żuławski] podría haber sido que el muro de Berlín simbolizara la Cortina de Hierro y que Alemania simbolizara Polonia, un país que tuvo que abandonar para seguir haciendo películas.

## Taquilla y distribución
La película tuvo un modesto total de 541,120 espectadores en Francia.
La película fue muy controvertida en el momento de su lanzamiento y fue editada para su distribución en Estados Unidos. Luego, fue lanzada en Reino Unido, pero fue censurada ya que era calificada como uno de los notorios Videos Nasties, aunque después fue puesta en libertad sin cortes, en 1999.

## Recepción de la crítica
Possession recibió una tibia respuesta crítica cuando se estrenó inicialmente en el verano de 1981. Derek Malcolm de The Guardian afirmó que, si bien Żuławski mostró talento y los efectos especiales fueron inolvidables, la película en sí era demasiado seria para su propio bien. Dennis Schwartz de Ozus' World Movie Reviews le dio a la película una calificación de "C+", calificándola de "[una] rareza de culto demente intransigente". Leonard Maltin escribió sobre la película: "Adjani 'crea' un monstruo, para consternación de su esposo Neill, su amante Bennent y el espectador", considerando en última instancia la película como un "drama confuso de asesinato, horror e intriga, aunque es todo ello atractivamente dirigido". Vincent Canby de The New York Times escribió: "A veces, Posesión en colores vivos recuerda la Repulsión en blanco y negro de Roman Polanski, aunque sólo porque se requiere que la señorita Adjani corte tantas víctimas masculinas como Catherine Deneuve. "Lo hice en la película anterior, mucho mejor".
Variety le dio a la película una crítica positiva, elogiando la dirección, el simbolismo y el ritmo de Żuławski, escribiendo "una masa de símbolos y una dirección brillante y desenfrenada fusionan esta historia, una película que podría conseguir seguidores de culto en sus muchos niveles de simbolismo y explotación".
Harry Haun, del New York Daily News, criticó alternativamente la película, otorgándole una estrella y media de cuatro y escribiendo que "el acto loco ganador de premios de Adjani es imposible de evaluar porque la película en la que se encuentra está extravagantemente desquiciada como bueno... Cualquier diálogo que acompañe este lío parecería ridículo". Joe Baltake, del Philadelphia Daily News, consideró la película como un "intento aburrido y elegante de un grupo de reputados cineastas franceses, alemanes y polacos" y evaluó la actuación de Adjani como "balbuceante, incoherente pero llamativa". En su reseña, sin embargo, Baltake admitió que la versión truncada de la película que había visto (cortada en aproximadamente 50 minutos) puede haber contribuido a la incoherencia de la película.

## Datos de la película
- El director Andrzej Zulawski decidió que la película tuviese lugar en Alemania debido a la proximidad con su país y ciudad de origen. Cuando escribió el guion estaba enfrascado en su propio divorcio y le surgió la oportunidad de rodar en Estados Unidos, pero finalmente se negó.
- Żuławski quiso desde el principio a Isabelle Adjani para protagonizar la película, creía que tendrá éxito en el personaje. En un primer momento Adjani se negó a interpretar un personaje tan fuerte y caracterizado, pero finalmente el director de  fotografía Bruno Nuytten logró convencerla de que aceptara el papel.
- La "extraña criatura" que aparece en la película fue creada por Carlo Rambaldi, un escultor italiano que ya había contribuido a películas tan notables como King Kong y E.T., el extraterrestre.
- Está inspirada en el divorcio que pasó el director con la actriz Małgorzata Braunek
- Anna y Helen son interpretadas por la misma actriz, Isabelle Adjani

## Reconocimientos
Muestra Internacional de Cine de São Paulo
| Año  | Categoría            | Nominado/a       | Resultado |
| ---- | -------------------- | ---------------- | --------- |
| 1981 | Premio de la crítica | Andrzej Zulawski | Ganador   |

Premios Cesar
| Año  | Categoría    | Nominado/a      | Resultado |
| ---- | ------------ | --------------- | --------- |
| 1982 | Mejor Actriz | Isabelle Adjani | Ganadora  |

Fantasporto
| Año  | Categoría                   | Nominado/a       | Resultado |
| ---- | --------------------------- | ---------------- | --------- |
| 1983 | Mención especial del jurado | Andrzej Żuławski | Ganador   |
| 1983 | Mejor película              | Andrzej Żuławski | Nominado  |
| 1983 | Mejor actriz                | Isabelle Adjani  | Ganadora  |

Deutscher Filmpreis
| Año  | Categoría              | Nominado/a      | Resultado |
| ---- | ---------------------- | --------------- | --------- |
| 1982 | Mejor actor de reparto | Heinz Bennent   | Nominado  |
| 1982 | Mejor actriz           | Isabelle Adjani | Nominada  |

Festival de Cannes
| Año  | Categoría    | Nominado/a       | Resultado |
| ---- | ------------ | ---------------- | --------- |
| 1981 | Palma de oro | Andrzej Żuławski | Nominado  |
| 1981 | Mejor actriz | Isabelle Adjani  | Ganadora  |